# Carolus crispa
Carolus crispa är en insektsart som beskrevs av George Willis Kirkaldy 1906. Carolus crispa ingår i släktet Carolus och familjen kilstritar. Inga underarter finns listade i Catalogue of Life.